# Frans Xaver af Sachsen
Frans Xaver af Sachsen (tysk: Franz Xaver von Sachsen) (25. august 1730 - 21. juni 1806) var en tysk prins og af Wettin-slægten.
Han var det ottende barn og den fjerde søn af August III kurfyrste af Sachsen og konge af Polen og den østrigske ærkehertuginde Maria Josepha af Østrig. Da to af hans brødre var døde, var han nummer to i tronfølgen efter den senere kurfyrste Frederik Christian.